# Carlos Camargo Assis
Carlos Ernesto Camargo Assis (Cereté, Córdoba, 11 de marzo de 1979) es un abogado colombiano. Se desempeña como Vicerrector de la Universidad Sergio Arboleda. Fue defensor del Pueblo de Colombia en el periodo 2020-2024 y presidente de la Federación Iberoamericana del Ombudsperson (2023-2024).

## Biografía
Nació en Cereté, Córdoba. Estudió derecho en la Universidad Sergio Arboleda, con maestría y doctorado en Derecho Administrativo. Realizó estudios en Derechos Humanos y Derecho Internacional Humanitario en American University -en Washington D. C. Es autor del libro ‘Camino de Paz, medio siglo de experiencias y una mirada al caso colombiano’. 
Dentro de sus funciones está velar por los derechos humanos en Colombia y sus labores de abogacía.
Como Director Ejecutivo de la Federación Nacional de Departamentos (FND), lideró procesos de mediación constructiva en temas fundamentales para los territorios. Fue Magistrado y Presidente del Consejo Nacional Electoral (CNE) entre septiembre de 2014 y julio de 2016.
Así mismo, fue en varias ocasiones encargado de las funciones de Registrador Nacional y Ad-Hoc por designación de los Presidentes de las Altas Cortes. También fue Secretario General, Registrador Delegado para el Registro Civil y la Identificación y jefe de la Oficina Jurídica del CNE.
Fue escogido como uno de los diez jóvenes sobresalientes de Colombia en el año 2010, por el Programa Premio Cámara Júnior Internacional de Colombia. Recibió la Orden Civil en el Grado de Comendador, del Concejo Distrital de Cartagena de Indias; la Medalla al Mérito de Defensa a la Patria, de la Gobernación de Córdoba, y la Medalla Intendente Calixto Niño Monroy, de la Policía Nacional.

## Libros
- Caminos de paz[6]>
- El Régimen jurídico de la Doble Militancia en Colombia[7]>
- El Registro Civil en Colombia[8]>